# Коханці (фільм, 2008)
«Коха́нці» (англ. Two Lovers; інша назва — «Дві коханки») — американська романтична драма режисера Джеймса Грея.

## Сюжет
Після невдалої спроби самогубства Леонард повертається в будинок своїх батьків. Тут він захоплюється красивою і таємничою сусідкою Мішель. Однак батьки хочуть, щоб він пов'язав своє життя з Сандрою, дочкою бізнесмена, який купив їх сімейний бізнес. Тепер Леонарду необхідно зробити свій нелегкий вибір.

## У ролях
- Хоакін Фенікс — Леонард Кредайтор
- Гвінет Пелтроу — Мішель Рош
- Вінесса Шоу — Сандра Коен
- Ізабелла Росселліні — Рут Кредайтор
- Моні Мошонов — Рубен Кредайтор
- Еліас Котеас — Рональд Блатт
- Боб Арі — містер Майкл Коен
- Джулі Бадд — місіс Керол Коен
- Енн Джойс — колишня наречена Леонарда

## Нагороди та номінації
| Нагороди та номінації | Нагороди та номінації              | Нагороди та номінації     | Нагороди та номінації | Нагороди та номінації |
| Рік                   | Фестиваль                          | Категорія                 | Номінований(а)        | Підсумок              |
| --------------------- | ---------------------------------- | ------------------------- | --------------------- | --------------------- |
| 2008                  | Каннський кінофестиваль            | Золота пальмова гілка     | Джеймс Грей           | Номінація             |
| 20098                 | ALMA Award                         | Найкращий актор           | Хоакін Фенікс         | Номінація             |
| 20098                 | Сезар                              | Найкращий іноземний фільм | Джеймс Грей           | Номінація             |
| 2010                  | Незалежний дух                     | Найкраща режисура         | Джеймс Грей           | Номінація             |
| 2010                  | Незалежний дух                     | Найкраща акторка          | Гвінет Пелтроу        | Номінація             |
| 2010                  | Online Film Critics Society Awards | Найкращий актор           | Хоакін Фенікс         | Номінація             |
| 2011                  | Sant Jordi Awards                  | Найкращий іноземний актор | Хоакін Фенікс         | Перемога              |